# Kevin Wright
Kevin Adrian Wright (ur. 28 grudnia 1995 w Ilford, Londyn) – sierraleoński piłkarz grający na pozycji lewego obrońcy. Od 2022 jest zawodnikiem klubu IK Sirius.

## Kariera piłkarska
Swoją piłkarską karierę Wright rozpoczął w 2005 roku w juniorach Chelsea. W 2016 roku został zawodnikiem grającego w League Two, Carlisle United. Zadebiutował w nim 26 grudnia 2016 w zremisowanym 1:1 wyjazdowym meczu z Crewe Alexandra. W Carlisle grał do stycznia 2017.
W styczniu 2017 Wright przeszedł do norweskiego Fredrikstad FK, grającego w 1. divisjon. Swój debiut w nim zaliczył 2 kwietnia 2017 w zremisowanym 2:2 wyjazdowym meczu z IK Start.
W połowie 2017 Wright został wypożyczony do szwedzkiego drugoligowca, Degerfors IF. Swój debiut w nim zanotował 28 sierpnia 2017 w przegranym 0:1 wyjazdowym spotkaniu z GAIS. Na początku 2018 został wykupiony przez Degerfors i grał w nim do końca sezonu 2018.
Na początku 2019 Wright przeszedł do pierwszoligowego Örebro SK. Zadebiutował w nim 31 marca 2019 w przegranym 0:1 wyjazdowym meczu z Falkenbergs FF. W Örebro występował do końca 2021 roku.
Na początku 2022 roku Wright został zawodnikiem IK Sirius.
| Sezon   | Klub            | Kraj     | Rozgrywki   | Mecze | Gole |
| ------- | --------------- | -------- | ----------- | ----- | ---- |
| 2016/17 | Carlisle United | Anglia   | League Two  | 2     | 0    |
| 2017    | Fredrikstad FK  | Norwegia | 1. divisjon | 5     | 0    |
| 2017    | Degerfors IF    | Szwecja  | Superettan  | 8     | 0    |
| 2018    | Degerfors IF    | Szwecja  | Superettan  | 30    | 5    |
| 2019    | Örebro SK       | Szwecja  | Allsvenskan | 26    | 1    |
| 2020    | Örebro SK       | Szwecja  | Allsvenskan | 27    | 0    |
| 2021    | Örebro SK       | Szwecja  | Allsvenskan | 15    | 0    |

## Kariera reprezentacyjna
W reprezentacji Sierra Leone Wright zadebiutował 9 października 2020 w przegranym 1:2 towarzyskim meczu z Mauretanią, rozegranym w Nawakszucie. W 2022 roku został powołany do kadry na Puchar Narodów Afryki 2021. Rozegrał na nim trzy mecze grupowe: z Algierią (0:0), z Wybrzeżem Kości Słoniowej (2:2) i z Gwineą Równikową (0:1).